# Кастањије
Кастањије (фр. Castagniers) насеље је и општина у Француској у региону Прованса-Алпи-Азурна обала, у департману Приморски Алпи која припада префектури Ница.
По подацима из 2011. године у општини је живело 1542 становника, а густина насељености је износила 205,05 становника/km². Општина се простире на површини од 7,52 km². Налази се на средњој надморској висини од 382 метара (максималној 881 m, а минималној 68 m).

## Демографија
| 1962. | 1968. | 1975. | 1982. | 1990. | 1999. | 2011. |
| ----- | ----- | ----- | ----- | ----- | ----- | ----- |
| 692   | 820   | 958   | 1.076 | 1.229 | 1.359 | 1.542 |

График промене броја становника у току последњих година